# العلاقات الفلسطينية الإسرائيلية
العلاقات الفلسطينية الإسرائيلية هي العلاقات بين الفلسطينيين وإسرائيل، وتتعلق بقيام إسرائيل في فلسطين وعلاقتها بسكانها سواء الذين هُجّروا أو الذين بقوا، وإحتلال إسرائيل بقية الأراضي الفلسطينية عام 1967 وإدارتها لسكانها، وعلاقة إسرائيل بالفلسطينيين ضمن إطار العلاقة مع السلطة الوطنية الفلسطينية بعد عام 1993. عموما لا تعترف إسرائيل بمسؤوليتها عن الشتات الفلسطيني وترفض حتى الإعتراف الشكلي بتسمية «دولة» التي تسعى السلطة الفلسطينية القائمة على إدارة شؤون السكان الفلسطينيين العاملة بالتنسيق مع إسرائيل وسم نفسها بها، بينما اعترفت منظمة التحرير الفلسطينية بإسرائيل بتوقيع اتفاقية أوسلو وتستمر بالتفاوض مع إسرائيل طريقة لحل النزاع، بينما لا تعترف أجزاء أخرى من أطياف الشعب الفلسطيني بإسرائيل كدولة قويمة.
أقام مهاجرون جلهم أوروبيون صهاينة دولة إسرائيل على أجزاء واسعة من الإنتداب البريطاني على فلسطين وذلك في حرب عام 1948، وقامت العصابات الصهيونية بعمليات إرهابية وقتل وتهجير للسكان الأصليين لفلسطين وذلك بهدف إفراغها من سكانها لإقامة إسرائيل كدولة يهودية عليها. نتج عن تلك الحرب (أو النكبة الفلسطينية) تهجير معظم سكان فلسطين من غير اليهود من المناطق التي قامت عليها إسرائيل إلى البلاد المجاورة وبقية العالم (الشتات الفلسطيني). ظل السكان الباقون (والتي أسماهم النظام الإسرائيلي بالأقليات والمجتمع العربي)، وبالرغم من أنها أعتبارهم مواطنون في دولة إسرائيل الوليدة، إلا أنها ميّزو بإخاضعهم لمجموعة من السياسات التي تختلف عن ما طبقته على السكان اليهود في الدولة الوليدة، فأخضعو لحكم عسكري حتى عام 1966.
في عام 1967، وعقب حرب أخرى، ضمت إسرائيل بقية الأرض الفلسطينية إحتلالا دون سكانها، ووقع سكانها تحت إدارة السلطة الإسرائيلية، التي لم تعاملهم معاملة مواطنيها، فلم يحصلو على حق المواطنة أو التمثيل السياسي، كما اخضعو لحكم عسكري آخر.
في عام 1993، وقعت منظمة التحرير الفلسطينية التي تعتبر ممثلا للشعب الفلسطيني في المحافل الدولية إعلان مبادئ تلاه مفاوضات طويلة، ومنهم من لا يعترف بها ويعتبرها كيانا قام باحتلال فلسطين وليست دولة بمعنى الكلمة ويطالب بزوالها نهائية كحركة حماس. إنبثقت عن تلك الإتفاقية سلطة الفلسطينية والتي تعد الحكومة الفلسطينية في الأراضي الفلسطينية فهي تعترف بإسرائيل وتتخذ المفاوضات والحلول السلمية طريقا لحل النزاعات مع إسرائيل، وسعت تلك السلطة لإنتزاع إعتراف دولي بفلسطين كدولة. تظل إسرائيل لا توافق ولا تعترف بمطلب دولة فلسطينية.
السلطة الوطنية الفلسطينية وإسرائيل هما عضوان في الاتحاد من أجل المتوسط ومنظمة الأمم المتحدة للتربية والتعليم والثقافة (يونسكو).
حيث أن العلاقة الفعلية بين السلطة الوطنية الفلسطينية وإسرائيل خاضعة للسيطرة الإسرائيلية الفعلية ولا يحظى مطلب دولة فلسطين بإعتراف إسرائيلي، فإنه لا يوجد تبادل سفارات، ولكن العلاقة بين السلطة وإسرائيل تتم عبر مكاتب ودوائر مشتركة بينهما للتنسيق المشترك في الأمور الأمنية والاقتصادية وغيرها مثل مكتب الارتباط الذي ينسق إعطاء التصاريح للفلسطينيين لدخول أراضي الـ48 (وحدة تنسيق أعمال الحكومة في المناطق (إسرائيل)).

## مقارنة بين البلدين
هذه مقارنة عامة:
| وجه المقارنة                                              | دولة فلسطين               | إسرائيل                                                                                 |
| --------------------------------------------------------- | ------------------------- | --------------------------------------------------------------------------------------- |
| المساحة (كم2)                                             | 6.02 ألف                  | 20.8–22.07 ألف                                                                          |
| عدد السكان (نسمة)                                         | 5.16 مليون                | 9.31 مليون                                                                              |
| الكثافة السكانية (ن./كم²)                                 | 731                       | 422                                                                                     |
| العاصمة                                                   | القدس                     | تل أبيب (معترف بها من قبل الأمم المتحدة) القدس (معترف بها من قبل إسرائيل وخمس دول أخرى) |
| اللغة الرسمية                                             | اللغة العربية             | اللغة العبرية                                                                           |
| العملة                                                    | شيكل إسرائيلي دينار أردني | شيكل إسرائيلي                                                                           |
| الناتج المحلي الإجمالي (بليون دولار)                      | 14.61 مليار               | 410.50 مليار                                                                            |
| الناتج المحلي الإجمالي (تعادل القوة الشرائية) بليون دولار | 26.48 مليار               | 372.31 مليار                                                                            |
| الناتج المحلي الإجمالي الاسمي للفرد دولار أمريكي          | 3.20 ألف                  | 40.34 ألف                                                                               |
| الناتج المحلي الإجمالي للفرد دولار أمريكي                 | 5.80 ألف                  | 40.34 ألف                                                                               |
| مؤشر التنمية البشرية                                      | 0.708                     | 0.919                                                                                   |
| رمز المكالمات الدولي                                      | +970                      | +972                                                                                    |
| رمز الإنترنت                                              | .ps                       | .il                                                                                     |
| المنطقة الزمنية                                           | ت ع م+02:00 ت ع م+03:00   | ت ع م+02:00 ت ع م+03:00                                                                 |

## نبذة تاريخية
تأسست المنظمة الصهيونية العالمية على يد ثيودور هيرتزل بعد عقد مؤتمر بازل في سويسرا عام 1897 بهدف تشجيع الهجرة اليهودية إلى فلسطين، وإقامة وطن لليهود فيها وأنشأ ثيودور هيرتزل كتاب تحت عنوان الدولة اليهودية، فقامت برعاية الهجرات اليهودية وتمكينهم بشتى الوسائل والطرق للعيش في فلسطين، وأسست المنظمة الصهيونية عصابات عسكرية إرهابية مثل الهاجانا والأرغون لتقوم بتفريغ الأرض من الفلسطينيين والإستيلاء عليها، وشكّلت هذه الهجرات والعمليات الإرهابية الصهيونية بداية التعامل والعلاقات بين الفلسطينيين والإسرائيليين، حيث الحروب والصراعات بين الطرفين هي بداية هذه العلاقات.
في 2 نوفمبر 1917 قام آرثر جيمس بلفور بإرسال رسالة إلى اللورد ليونيل وولتر دي روتشيلد يشير فيها إلى تأييد الحكومة البريطانية لإنشاء «وطن قومي» لليهود في فلسطين. وفي 11 سبتمبر 1922 أقرت عصبة الأمم الانتداب البريطاني على فلسطين بشكل رسمي على أساس وعد بلفور، فقامت عدة ثورات في فلسطين منها الثورة الفلسطينية الكبرى وغيرها من الثورات والنزاعات بين الفلسطينيين والصهاينة والبريطانيين.

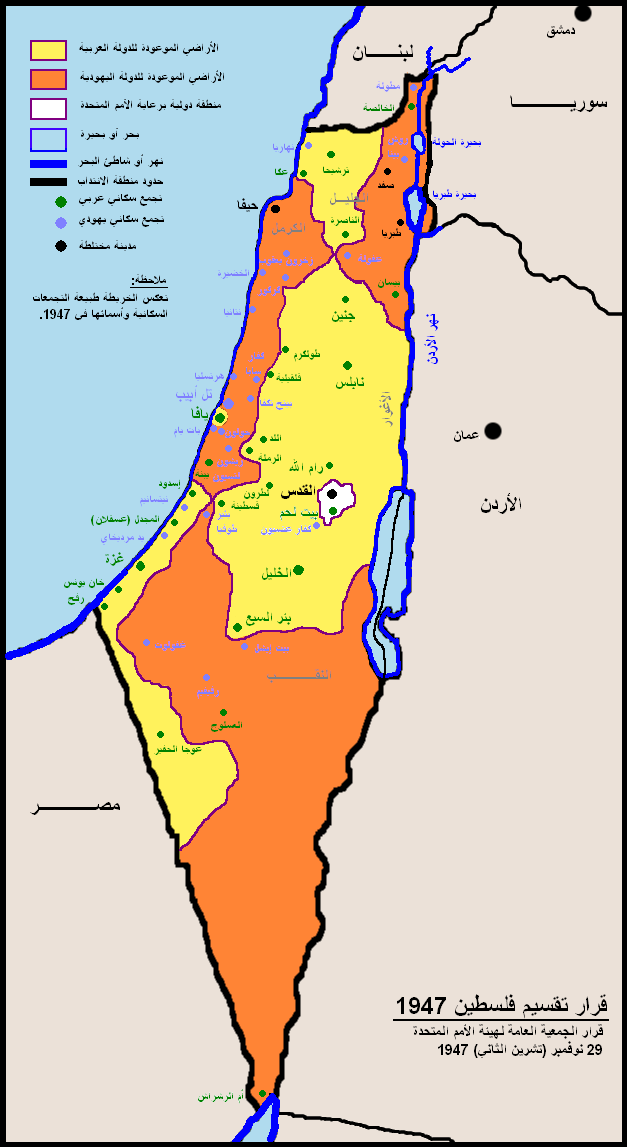
خارطة تقسيم فلسطين

في 29 نوفمبر 1947 أقرّت الجمعية العامة التابعة لهيئة الأمم المتحدة القرار رقم 181 والذي يتبنّى خطة تقسيم فلسطين القاضية بإنهاء الانتداب البريطاني على فلسطين وتقسيم أراضيها إلى 3 كيانات جديدة هي دولة عربية ودولة يهودية والقدس وبيت لحم والأراضي المجاورة تحت وصاية دولية، وهذا ما لم يرضَ عنه الفلسطينيون حيث أنه يقسم أرضهم ويعطيها لمن لا يملكها ولا يستحقها ويسلبهم حقهم في تقرير المصير، فقامت عدّة اضطرابات في فلسطين بسبب ذلك منها اضطرابات القدس 1947 والتي شهدت العديد من المناوشات بين الفلسطينيين واليهود الصهاينة.
في 14 مايو 1948 أعلنت المنظمة الصهيونية قيام دولة إسرائيل في فلسطين مما أدى إلى حرب 1948 بين العرب وإسرائيل وانتهت بهزيمة العرب فيها، قام الفلسطينيون في 23 سبتمبر 1948 بتشكيل حكومة فلسطينية في غزة باسم حكومة عموم فلسطين إلا أنها انهارت بعد فترة بسبب توقف دعم جامعة الدول العربية لها كما امتنعت الحكومة المصرية عن السماح لهذه الحكومة بممارسة أنشطتها في قطاع غزة.
في 5 يونيو عام 1967 قامت حرب 67 بين العرب وإسرائيل، وكانت من نتائجها سيطرة إسرائيل على ما تبقى من فلسطين (الضفة الغربية وقطاع غزة) وإقامة حكم عسكري فيها.
في 8 ديسمبر 1987 قامت الانتفاضة الفلسطينية الأولى ضد الحكم الإسرائيلي، مما أدى في النهاية إلى انسحاب إسرائيل من بعض المناطق الفلسطينية في الضفة الغربية وقطاع غزة كالمدن الكبرى (ما عدا القدس) ومناطق أخرى، وذلك بعد توقيع إتفاقية أوسلو عام 1993 بين منظمة التحرير الفلسطينية وإسرائيل.
في عام 1964 تأسست منظمة التحرير الفلسطينية بعد انعقاد المؤتمر العربي الفلسطيني الأول في القدس، والتي تعد الممثل الشرعي والوحيد للشعب الفلسطيني في المحافل الدولية، كما أعلنت المنظمة في 15 نوفمبر 1988 إقامة دولة فلسطين، كانت العلاقات بين منظمة التحرير الفلسطينية وإسرائيل علاقة نزاع وصراع مستمر حتى 13 سبتمبر 1993 عندما وقّعت كل من منظمة التحرير الفلسطينية وإسرائيل على اتفاقية أوسلو، وكان هذا أول تعامل رسمي بين الفلسطينيين وإسرائيل على الصعيد السياسي، حيث اعترفت منظمة التحرير الفلسطينية في الاتفاق بدولة إسرائيل وحقها في الوجود واعترفت إسرائيل بمنظمة التحرير الفلسطينية (وليس دولة فلسطين) كممثل للشعب الفلسطيني، وأقامت منظمة التحرير الفلسطينية بموجب هذا الاتفاق حكما ذاتيا في أجزاء من الضفة الغربية وقطاع غزة تحت اسم السلطة الوطنية الفلسطينية، وذلك تمهيدا للدولة الفلسطينية.

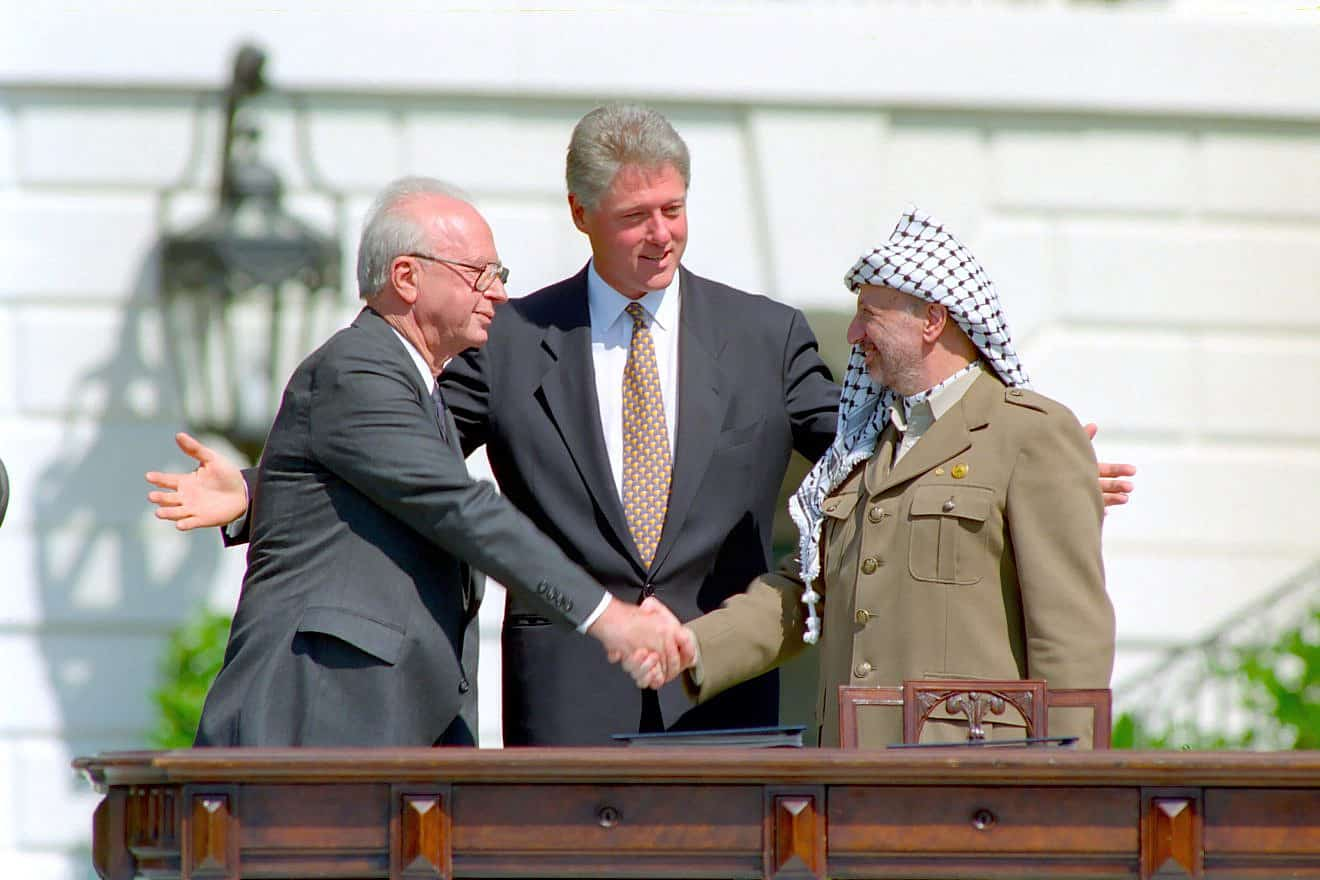
بيل كليتنتون بين عرفات ورابين خلال التوقيع على اتفاقية أوسلو

شهدت العلاقات الفلسطينية الإسرائيلية بعد هذا الاتفاق حالات مختلفة بين حرب وسِلْم، كما يوجد تعاون مشترك بين السلطة الوطنية الفلسطينية وإسرائيل في كثير من الميادين بحكم الأمر الواقع.
اليوم إسرائيل تحتل الجزء الأكبر من أراضي الضفة الغربية وتحاصر قطاع غزة، ولا تعترف بدولة فلسطين، كما تقيم المستوطنات على أراضي تلك الدولة، وترفض فكرة تقسيم القدس التي تطالب السلطة الوطنية الفلسطينية بقسمها الشرقي عاصمة لدولة فلسطين، وتعتبرها إسرائيل عاصمة لها.

## العلاقات السياسية

جانب من قصف الطائرات الإسرائيلية لقطاع غزة في الحرب على غزة عام 2008

تعترف السلطة الوطنية الفلسطينية بدولة إسرائيل، إلا أن إسرائيل لا تعترف بدولة فلسطين، وإنما تعترف بمنظمة التحرير الفلسطينية كممثل للفلسطينيين وذلك حسب اتفاقية أوسلو.
تتعاون كل من السلطة الوطنية الفلسطينية وإسرائيل في المجال الأمني، كما أن السلطة الوطنية الفلسطينية تتبع الطرق الدبلوماسية السلمية في حل نزاعاتها مع إسرائيل، وتنتهج طريق المفاوضات، أما حكومة حماس، والتي أصبحت تسيطر على قطاع غزة اليوم، فهي لا تعترف بدولة إسرائيل ولا تقبل المفاوضات معها، وتتبع الطرق الحربية والعسكرية لاستعادة الحقوق.
في 29 نوفمبر 2012 أصدرت الجمعية العامة للأمم المتحدة القرار 67/19 وهو قرار صوتت عليه الجمعية العامة للأمم المتحدة في اجتماعها السابع والستين، والذي يمنح فلسطين صفة دولة غير عضو في الأمم المتحدة وهو القرار الذي رفضته إسرائيل وصوتت ضده.
ليس هناك حدود واضحة إلى اليوم بين أراضي السلطة الوطنية الفلسطينية وإسرائيل، وما زال أمر الحدود معلقا وقيد المفاوضات بين الطرفين، إلا أن السلطة الوطنية الفلسطينية تطالب بحدود عام 1967 كحدود لدولة فلسطين.

## العلاقات الشعبية
ظهرت في فلسطين حركات تطالب بإزالة إسرائيل ولا تعترف بها مثل حركة حماس، كما ظهرت لدى الإسرائيليين أيضا حركات تطالب بإزالة إسرائيل وإعادة الأرض للفلسطينيين أصحاب الأرض الحقيقيين مثل الناطوري كارتا، وهناك حركات تطالب بحل الدولتين على أساس حدود عام 1967 (الضفة الغربية بما فيها القدس الشرقية وقطاع غزة) في كلا الجانبين مثل حركة فتح الفلسطينية وحركة السلام الآن الإسرائيلية، كما أنه يوجد حركات إسرائيلية تطالب بزوال الفلسطينيين وإخراجهم من فلسطين إلى الدول العربية المجاورة أوحتى قتلهم وإبادتهم وإقامة دولة إسرائيل على كامل فلسطين التاريخية، ومعظم هذه الحركات هي من اليمينيين المتشددين. كما يوجد من الجانبين من يؤمن بحل الدولة الواحدة وإقامة دولة عربية-يهودية ثنائية القومية.

## العلاقات الاقتصادية
اقتصاد السلطة الوطنية الفلسطينية وبحكم الأمر الواقع مرتبط بالاقتصاد الإسرائيلي، حيث أنها تعد سوقاً إسرائيلياً، كما أن العملة الأكثر تداولاً شعبياً بحكم الأمر الواقع في الأراضي الفلسطينية هي الشيكل الإسرائيلي الجديد.